# الکس کافی
آلساندرو «الکس» کافی (ایتالیایی: Alessandro "Alex" Caffi؛ زادهٔ ۱۸ مارس ۱۹۶۴ در روواتو) رانندهٔ مسابقات اتومبیل‌رانی اهل ایتالیا است که از فصل ۱۹۸۶ تا ۱۹۹۱ در مجموع در ۷۷ گراند پری از مسابقات جهانی فرمول یک شرکت کرد.
او در طول دوران فعالیت خود در فرمول یک ۶ امتیاز را به نام خود به‌ثبت رساند.